# گلیب، نیو ساوت ولز
گلیب (به انگلیسی: Glebe) یک حومه شهر در استرالیا است که در نیو ساوت ولز واقع شده‌است.